# Samlesbury Hall
Samlesbury Hall est une résidence historique située à Samlesbury, un village du Lancashire en Angleterre. Elle fut construite en 1325, probablement pour remplacer un immeuble détruit par un raid d'Écossais en 1322. La résidence a tenu différents rôles à travers les années, dont celui de pub et d'école privée pour filles. Depuis 1925, protégé de la démolition pour son bois, elle est administrée par un organisme caritatif anglais, le Samlesbury Hall Trust. Ce manoir médiéval listé Grade I attire plus de 50 000 visiteurs par année.

## Histoire
Le Samlesbury Hall fut construit avec ses ouvertures vers l'est, comme c'était courant à l'époque. Lorsque la chapelle fut construite 140 ans plus tard, elle faisait aussi face à l'est. Cependant, lorsqu'elle fut rattachée au corps principal du Samlesbury Hall 60 ans plus tard, l'angle de connexion était moins de 90° car les solstices avaient changé au cours des années.
La chapelle fut construite par la famille Southworth dans le but d'en faire un manoir qui doit être composé d'une grande famille, d'une chapelle et son prêtre, un entrepôt de poissons (pour les vendredis), d'un étang, d'un moulin à eau et d'un grenier. En conséquence, Samlesbury Hall est un reflet du style architectural et des croyances religieuses du XIVe siècle jusqu'au début du XXIe siècle.
Samlesbury Hall serait hanté par le fantôme de Lady Dorothy Southworth. Cette rumeur fut rapportée à deux reprises par Yvette Fielding et son équipe de l'émission Most Haunted (une fois en 2004, 5e épisode, et une deuxième fois en 2009 dans le cadre de l'émission Most Haunted Live).